# 클린트 하워드

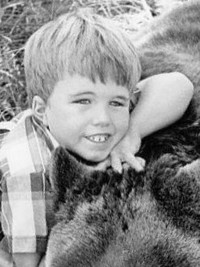

클린트 하워드(Clinton Engle Howard, 1959년 4월 20일 ~ )는 미국의 배우, 성우, 각본가, 영화 제작자이다.
버뱅크에서 태어났다.

## 출연 작품

### 영화
- 아이 포 아이 (1966)
- 정글북 (1967) - 목소리
- 곰돌이 푸 2 - 폭풍우 치던 날 (1968) - 목소리
  - 곰돌이 푸 오리지널 클래식 (1977)
- 허클베리 핀 (1975)
- I Never Promised You a Rose Garden (1977)
- 오스틴 파워: 제로 (1997)

### 텔레비전
- FBI (1965-70)
- 샌프란시스코 수사반 (1973-74)
- Space Rangers (1993-94)